# Taglait
Taglait (în arabă تاقلعيت) este o comună din provincia Bordj-Bou-Arreridj, Algeria.
Populația comunei este de 5.008 locuitori (2008).